# Eugenia (métro de Mexico)
Eugenia est une station de la Ligne 3 du métro de Mexico située au sud de Mexico, dans la délégation Benito Juárez.

## La station
La station ouverte en 1980, doit son nom à une ancienne villa, la "Cinquième Eugenia" qui était située près de l'actuel Eje 5 Sur Eugenia. L'icône de cette station est une cigogne, allusion à la signification du prénom Eugenia, « bien née ».
Elle fait partie de la quatrième extension de la ligne 3 allant de Centro Médico à Zapata.